# 松永高徳
松永 高徳（まつなが たかのり、1934年3月21日 - ）は、日本の元騎手（日本中央競馬会）。松永善晴元調教師の従弟にあたる。

## 経歴
福岡県三潴郡生まれ。1952年に小倉競馬場所属の千倉政雄調教師に弟子入りし、1955年に騎手免許を取得した。
デビュー翌年の1956年には、トサモアーに騎乗して神戸盃を勝って重賞初勝利を挙げると、菊花賞でもキタノオーの2着に入るなど健闘した。その後も、パスポートで毎日盃や阪急盃などを制し、1962年には年間55勝で関西リーディングジョッキー（全国5位）に輝くなど関西地区の中堅騎手として活躍していた。
しかし、1967年に麻薬不法所持の容疑で警察に逮捕された。松永も使用目的での所持を認めたため、日本中央競馬会裁定委員会は刑の確定まで暫定的に無期限の騎乗停止とし、のちに松永の騎手免許を剥奪した。
またこの事件では、ほかに3人の関西所属の騎手が麻薬不法所持の疑いで逮捕され、同じく無期限の騎乗停止処分とされたが、罰金刑で確定したため、騎乗停止期間は1967年末までに短縮され、1968年1月より復帰している。
通算成績は、1991戦300勝、うち重賞7勝であった。その後の消息は明らかではない。

## おもな騎乗馬
- トサモアー（1956年 神戸盃）
- パスポート（1963年 毎日盃、1964年 阪急盃、1965年 中京記念）
- ゲンカイ（1967年 中日新聞盃）
- ヨシシオ（1962年 阪神牝馬特別）
- タカクラホープ（1963年 読売カップ・秋）